# معي (كاهن آمون الأكبر)
معي، أو مايا، كان كاهنًا أكبر لآمون في مصر القديمة حتى على الأقل السنة الرابعة من حكم أخناتون.

## السيرة الذاتية
مايا معروف من خلال قيادته لبعثة في السنة الرابعة إلى طريق وادي الحمامات. كان الهدف من البعثة استخراج الحجر من أجل تمثال للملك.
| معي (كاهن آمون الأكبر) | السنة الرابعة من حكم الملك نفر خپرو رع وع إن رع، ابن الشمس، أمنحتب؛ (اليوم) عندما تم تكليف الكاهن الأكبر لآمون، مايا، بإحضار حجر البازلت (من أجل) تمثال السيد... | معي (كاهن آمون الأكبر) |

تشير نقوش أخرى على الطريق إلى المحاجر، عند وادي أبو قوي، إلى أن البعثة كانت مصحوبة بـ 253 جنديًا تحت قيادة حامل الراية رع وضابطه الثاني أمنمسي.
أشار سيريل ألدريد إلى أن مري بتاح خلف بتاح مس ككاهن أعظم لآمون، وخدم نحو نهاية حكم أمنحتب الثالث. لذا، يُعتقد أن مايا خلف مري بتاح. دونالد ريدفورد يقترح أن "مايا" قد يكون اختصارًا لاسم بتاح مس، وأن بتاح مس خدم من نهاية عهد أمنحتب الثالث حتى بداية عهد أخناتون.

## الوفاة والدفن
مايا لم يُذكر بعد السنة الرابعة، ومن الممكن أنه توفي بعد تلك البعثة بوقت قصير.
عُثر على أوستراكا تحمل اسم ولقب الكاهن الأكبر مايا خلال بعثات التنقيب في ذراع أبو النجا بين عامي 1921-1923. وهي محفوظة الآن في متحف بن (رقم القطعة: 29-87-419). تم تحديد مقبرة مايا في ذراع أبو النجا على أنها المقبرة K99.1 بواسطة فريق ألماني بقيادة د. بولز. هناك تمثال لمايا مع لافتة تشير إلى "مايا، حاكم وكبير كهنة مصر السفلى، 1400 ق.م." في متحف برلين المصري.